# Гастерохизма
Гастерохизма (лат. Gasterochisma melampus) — вид довольно крупных лучепёрых рыб отряда скумбриеобразных, единственный представитель рода гастерохизм (Gasterochisma). Отличием от других скумбриевых являются довольно крупная чешуя и отсутствие сильного центрального киля на хвостовом стебле. Максимальный размер рыбы превышает полтора метра.

## Ареал
Эти пелагические и океанодромные рыбы обитают в умеренных водах всех океанов южного полушария между 35° ю. ш. и 50° ю. ш.. Встречаются на глубине до 200 м. Наиболее распространены в воде температурой 8°—10° C. Совершают сезонные миграции, схожие с миграциями австралийских тунцов.

## Описание
Максимальный размер рыбы составляет 164 см. У гастерохизм сжатое с боков. Высота тела в 3,5 раза меньше длины до конца средних лучей хвостового плавника. Зубы мелкие, конические, расположены в один ряд. На первой жаберной дуге 25 тычинок. Имеется 2 спинных плавника, разделённые широким промежутком. В первом спинном плавнике 17 колючих лучей, а во втором 10—11 лучей. Позади второго спинного и анального плавников пролегает ряд из 6—7 мелких плавничков. Брюшные плавники у молоди очень крупные, превышают длину головы. Грудные плавники образованы 19—22 лучами. Между брюшными плавниками имеется небольшой единичный выступ, расщеплённый надвое. В анальном плавнике 12 лучей. Тело покрыто крупной циклоидной чешуёй. Панцирь в передней части тела отсутствует. По бокам хвостового стебля по 2 небольших киля по обе стороны ближе к хвостовому плавнику. Количество позвонков 44, из которых 23 в хвостовом отделе позвоночника. Имеется плавательный пузырь. Спина тёмно-синего цвета, брюхо серебристое без отметин.

## Взаимодействие с человеком
Не являются объектом целевого коммерческого промысла. Попадаются в качестве прилова в ходе промысла австралийского тунца с помощью ярусов и кошельковых неводов. В Японии их мясо употребляют в пищу. Представляют интерес для рыболовов-любителей. Максимальная масса трофейной рыбы 41,3 кг. Международный союз охраны природы оценил охранный статус вида как «Вызывающий наименьшие опасения».